# Ігор Бондар
Бондар Ігор (? — 16 травня, 1999, Одеса) — український журналіст, директор одеської приватної телекомпанії «АМТ».

## Життєпис

### Обставини смерті
16 травня 1999 р. в Одесі розстріляний з автомата невідомими, які чекали біля його будинку. Разом з ним загинув голова Арбітражного суду Борис Віхров. Обидва знаходилися в автомобілі Віхрова.

## Журналістська діяльність
Висвітлював як тележурналіст пошуки зниклого у 1998 р. юриста Сергія Варламова, який займався справою про шахрайство одеського міського голови Руслана Боделана. Позов про відкриття кримінальної справи на мера Одеси Сергій Варламов передав Борису Вихрову. Тіло Сергія Варламова знайшли через 7 років замуроване у гаражі.
Ні замовник, ні виконавці в обох випадках затримані не були.